# Сиваков, Дмитрий Николаевич
Дми́трий Никола́евич Сивако́в (бел. Дзмітрый Мікалаевіч Сівакоў; род. 15 февраля 1983, Быхов, Могилёвская область) — белорусский легкоатлет, специалист по метанию диска. Выступал за сборную Белоруссии по лёгкой атлетике в 2000-х годах, обладатель серебряной медали чемпионата мира среди юниоров, серебряный и бронзовый призёр молодёжных европейских первенств, победитель и призёр первенств национального значения, участник летних Олимпийских игр в Пекине. Мастер спорта Республики Беларусь международного класса.

## Биография
Дмитрий Сиваков родился 15 февраля 1983 года в городе Быхов Могилёвской области Белорусской ССР.
Занимался лёгкой атлетикой под руководством тренера Михаила Михайловича Доморосова, представлял Могилёвский областной центр олимпийского резерва по легкой атлетике и игровым видам спорта, а также белорусское физкультурно-спортивное общество «Динамо».
Впервые заявил о себе в лёгкой атлетике на международном уровне в сезоне 2001 года, когда вошёл в состав белорусской национальной сборной и выступил на юниорском европейском первенстве в Гроссето, где в зачёте метания диска стал бронзовым призёром.
В 2002 году в той же дисциплине выиграл серебряную медаль на юниорском мировом первенстве в Кингстоне.
В 2003 году получил серебро на молодёжном европейском первенстве в Быдгоще.
На молодёжном европейском первенстве 2005 года в Эрфурте взял бронзу. Будучи студентом, представлял Белоруссию на Универсиаде в Измире, где сумел выйти в финал, но затем провалил все три свои попытки и остался без результата.
На Универсиаде 2007 года в Бангкоке стал четвёртым (59,36).
В июле 2008 года на соревнованиях в Минске установил личный рекорд — 64,83 метра. Благодаря череде удачных выступлений удостоился права защищать честь страны на летних Олимпийских играх в Пекине — на предварительном квалификационном этапе метнул диск на 61,75 метра, чего оказалось недостаточно для выхода в финал.
В 2010 году занял пятое место в Суперлиге командного чемпионата Европы в Бергене (59,30), выступил на чемпионате Европы в Барселоне (58,53).
В 2013 году был дисквалифицирован на два года за нарушение антидопинговых правил и на этом завершил спортивную карьеру.